# 競争の番人
『競争の番人』（きょうそうのばんにん）は、新川帆立による日本の小説。
公正取引委員会（公取委）を舞台に、叩き上げの女性審査官とキャリア組の男性審査官の凸凹バディが市場を支配する巨悪に挑むミステリー。『小説現代』（講談社）にて2021年12月号から2022年3月号にかけて連載され、加筆修正を経て刊行された。
『競争の番人』シリーズ第1弾。
2022年7月期にフジテレビ系「月9」枠にてテレビドラマ化された。

## 制作背景
作者の新川には以前から「女性向けの経済小説」を執筆する構想があり、メインとなる読者も、登場人物もほとんど男性の既存の経済小説の雰囲気、世界観では女性読者へのハードルが高くなると考え、独自性を出すために経済小説寄りのお仕事小説を執筆することを決め、様々な業界を扱うことができる公正取引委員会の女性審査官を主人公とした。また、公取委を舞台とすることで、現代社会に蔓延っている様々な問題も題材にできる、とも考えた。
「競争」をテーマとしていることから、競争に敗れた、弱い立場の人に寄り添える「共感力」を持つ、感情的なところがあったり、同情で動いてしまう主人公・白熊楓のキャラクターが造形された。
新川には『競争の番人』シリーズの根底には、『男はつらいよ』の女版にしたいという思いがあり、仕事を頑張っている反面、恋愛が下手な白熊を寅さん、そんな白熊を傍で見守る小勝負勉を妹・さくらの役割に当てはめて執筆している。

## あらすじ
公取委の審査局 第六審査（通称：ダイロク）へ異動となったノンキャリアの女性審査官・白熊楓はキャリア組のエリート審査官・小勝負勉とバディを組み、北関東のホテル3社が関わるウェディング費用の価格カルテルや採算の合わない取引を強いる納入業者いじめの調査に乗り出し、数々の妨害を受けながらも公正で自由な市場競争を守る「競争の番人」として、独禁法違反の取り締まりに奔走する。

## 登場人物

### 主要人物
白熊楓（しろくま かえで）
公取委の女性審査官。29歳。警察学校をある事情から中退し、一般職採用で公取委に入る。聴取対象者が自殺した責任を問われ、ダイロクへ異動となる。
小勝負勉（こしょうぶ つとむ）
公取委のキャリア審査官。愛媛県出身で実家は蜜柑農家。東大首席のエリートで政策立案を経済取引局で5年ほど経験した後、ハーバード大留学を経てダイロクに異動となる。

### 第六審査
白熊と小勝負が配属される公正取引委員会審査局の部局。通称：ダイロク。
桃園千代子（ももぞの ちよこ）
審査官。楓の上司。
風見慎一（かざみ しんいち）
審査官。課長補佐。
本庄（ほんじょう）
審査長。女性。

### 白熊家
白熊俊郎（しろくま としお）
楓の父。元警察官。
白熊三奈江（しろくま みなえ）
楓の母。

### 楓の関係者
徹也（てつや）
楓の交際相手。警察官で大学時代の空手部の先輩。
甲賀佐知子（こうが さちこ）
元公取委・委員長。女性初の委員長で、楓の憧れの存在。空手愛好家。

### カルテル疑惑のホテル3社
ウエディング費用に関してカルテル疑惑がある北関東のS市を拠点とするホテル3社。
天沢雲海（あまさわ うんかい）
ホテル天沢Sオーナー。ホテル業大手天沢グループの経営者一族。
長澤俊哉（ながさわ としや）
ホテル天沢Sホテル長。
碓井健司（うすい けんじ）
ホテル天沢Sウエディング部門長。
安藤正夫（あんどう まさお）
Sクラシカルホテル社長。何者かに刃物で刺される。
政岡（まさおか）
温泉郷Sオーナー。

### 下請けいじめの調査対象
S市内の挙式に用いる装花を納品する生花店。
石田正樹（いしだ まさき）
フラワーショップ石田の店長。
石田七瀬（いしだ ななせ）
正樹の妻。
青柳（あおやなぎ）
ブーケドゥッフェ店長。

### その他
豊島浩平（とよしま こうへい）
市役所職員で談合疑惑の聴取対象者。楓からの聴取後、自殺する。
豊島美月（とよしま みつき）
浩平の娘。高校生。

## 書誌情報
- 競争の番人（2022年5月11日、講談社、ISBN 978-4-06-526814-8）

## 漫画
『競争の番人～こいつが相棒!?～』（きょうそうのばんにん こいつがあいぼう）のタイトルにて、2022年6月25日に講談社より電子書籍で刊行。小説の冒頭部分が天倉ふゆの作画によりコミカライズされている。

## テレビドラマ
2022年7月11日から9月19日までフジテレビ系「月9」枠にて放送された。主演は坂口健太郎と杏。同年4月期に同枠にて放送された『元彼の遺言状』に続く新川帆立による原作で、同一原作者の小説を2クール連続でドラマ化するのはフジテレビでは今回が初となる。
オープニングには、その放送回の独禁法違反が何かを視聴者に解説するアバンタイトルが設けられており、「公正で自由な競争を目指して」と題した公取委が国民に独禁法を教育する教材動画の体裁で、ダイロクのメンバーが解説を行う寸劇が導入されている。

### キャスト

#### 主要人物
小勝負勉（こしょうぶ つとむ）
演 - 坂口健太郎（少年時代：市原匠悟）
公取委ダイロクの男性審査官。20歳で司法試験に合格、東大法学部を首席で卒業したエリート。楓の教育係を任される。
「弱くても戦わなきゃいけない」を信条に、鋭い観察眼と驚異的な記憶力を武器に、調査対象の不審な点を掌握する。
率直な言動で、周囲を翻弄することもあるが、行く先々で独禁法違反の証拠を掴もうと奔走している。
15年前、建設会社を経営していた父が談合に手を染めるも、公取委の本庄に正直に証言したことをきっかけに業界から嫌がらせを受け自殺してしまい、父の葬儀での藤堂と建設業者との会話から、藤堂が裏で談合を取り仕切っていたことを知り、談合の証拠を掴み、父の敵討ちを果たそうと公取委に入局している。
藤堂を談合で検挙すると四国支所への異動が決まる。
白熊楓（しろくま かえで）
演 - 杏
公取委の女性審査官。元警視庁捜査一課の警部補で犯人取り逃がしを問題視され、ダイロクへ異動を命じられている。
性格は真面目で熱血漢だが空回りすることも多く、慣れない公取委で失敗を重ねながらも捜査一課への復帰を目指し奮闘する。
一方、交際相手の徹也に遠回しに結婚して退職するよう言われており、時に思い悩む。小勝負にお人よしと揶揄されるほど、弱者に寄り添うことが出来る性格。空手大会では万年2位で、今一歩のところで優勝を逃し続けている。
古賀殺害と関係していると思われた柴野の顔を目撃したことで、談合を探られることを危惧した藤堂の警察上層部への圧力で公取委へ飛ばされていた。

#### 第六審査
白熊と小勝負が所属する公正取引委員会審査局の部局。通称：ダイロク。
桃園千代子（ももぞの ちよこ）
演 - 小池栄子
主査。はきはきとした負けん気の強い性格。時に上司である風見にも食い掛り、楓にはビシバシ指導する。
風見慎一（かざみ しんいち）
演 - 大倉孝二
キャップ。大人しくて気が弱く、公取委を自虐的に「弱小官庁」と卑下するが、新人の楓をフォローする優しい性格。
軟式野球部に所属する中学生の息子がいて、県大会の応援に行くため案件処理を早く終わらせようと躍起になる。
六角洸介（ろっかく こうすけ）
演 - 加藤清史郎
審査官。お坊ちゃま育ちで、基本的に明るい。新人の楓を優しくサポートする。
父・敦夫は検察庁幹部であり自身も検事志望であったが、司法試験に落ちたことから公取委に入局している。
本庄聡子（ほんじょう さとこ）
演 - 寺島しのぶ 
審査長。ダイロクの発起人。小勝負の過去を知る唯一の人物。
かつて公取委・四国支所での勤務時に「ラクター建設」と小勝負の実家の家業「小勝負建設」が絡む談合疑惑の調査を行っていた。
東京湾岸地区再開発プロジェクトでの談合についてのタレコミを聞きに現れた小勝負が何者かに刃物で襲われそうになったのを庇い、瀕死の重傷を負う。
小勝負たちから藤堂との癒着を疑われたが、藤堂の懐に入ることで談合の証拠を掴もうとしていた。
小勝負が藤堂の談合を暴こうと公取委に入局したことをきっかけに力量を認めた桃園、六角、風見を引き抜きダイロクを発起している（風見に関しては当初力量を期待せず、サイコロを振って引き抜きを決めたが、事後に力量を認めている）。

#### その他
藤堂清正（とうどう きよまさ）
演 - 小日向文世
国土交通省・事務次官。15年前、四国地方整備局長時代、「ラクター建設」の木下に指示を出し、談合を裏で取り仕切っていた。
東京湾岸地区再開発プロジェクトでも事務次官の立場で「ビッグ4」と呼ばれる「ラクター建設」「千住建設」「清澄工務店」「大鐘組」の4社をとりまとめ、官製談合を裏で取り仕切る。
かつては談合を許さない真面目な男であったが、行き過ぎた価格競争で入札を勝ち取ったゼネコンが落札価格に収まるよう手抜き工事をしたマンションが阪神淡路大震災で倒壊し、当時そのマンションに住んでいた妻を倒壊事故で亡くしたことをきっかけに、安定した工事ができる大手業者が談合で入札することを良しとする考えに変節していた。
東京湾岸地区再開発プロジェクトの談合にはリモートを通じて参加していたが、談合が行われた高級レストラン・パンテールダルジャンを事前に特定され、談合の一部始終が記録されていたことで本庄の要請で動いた検察に官製談合防止法違反で検挙される。
大森徹也（おおもり てつや）
演 - 黒羽麻璃央
刑事。白熊の彼氏であり、警視庁捜査一課時代の同僚。近々、警部へ昇進する予定。
楓には優しく振舞うものの、遠回しに退職して家庭に入ることを求めている。
緑川瑛子（みどりかわ えいこ）
演 - 大西礼芳
検察官。小勝負とは東大時代の同期。公取委に出向中。
きつめの性格で、安藤を刺した犯人は石田との自身の見立てを、そうとも言い切れないとする楓に「犯人捜しは検察と警察の仕事」と言い放ち沈黙させる。
公取委に勤める小勝負にもっといい職種があったのではと問いかけるが、「公取委はいいところ」とかわされる。
紺野守里（こんの まもり）
演 - 石川萌香
公取委のDFT（デジタル解析チーム）に所属。デジタルデータ復元のスペシャリスト。

#### ゲスト

##### 第1話
天沢雲海（あまさわ うんかい）
演 - 山本耕史（第2話・第3話）
「天沢グループ」の専務取締役にして、「ホテル天沢」の社長。栃木県日光市の有力者。タピオカミルクティーをよく飲んでいる。
「ホテル天沢」の1107号室を様々な事業者の秘密の談合が行われる安全な談合部屋として提供し、高額な宿泊料をせしめるビジネスを行い、慈善団体に金をプールしており、そうした由縁か、国交省の藤堂とも裏で繋がっている。談合部屋に気付いた安藤を豊島美月をけしかけて襲わせたり、シアン化合物を混入したどら焼きで毒殺しようとした。最後は談合部屋を融通していた大手化学メーカーからシアン化合物を入手した証拠を掴まれ殺人未遂の罪と、更に独禁法第94条（立入検査の拒否）違反の罪に問われて自暴自棄になり、割れたガラス片を凶器に用いて白熊を人質にしたが、逆に投げ飛ばされた挙句に締め技で気絶させられ、栃木県警に逮捕された。
長澤俊哉（ながさわ としや）
演 - 濱津隆之（第2話・第3話）
「ホテル天沢」のホテル長。
ダイロクが立入検査に現れるとパソコンを抱いて逃走し、川に廃棄する。その後ホテルを解雇される。
娘の由香里が天沢に立ち向かった話を小勝負に教えられ、ホテルマンの誇りを取り戻し、天沢が不在時の緊急立入検査にホテル長として許可を与える。しかし後日、天沢の圧力に屈し、カルテルのデータを教えると欺き小勝負と楓をホテル旧館の書庫に監禁する。
良心の呵責でホテル旧館の書庫に宿泊名簿と顧客データが閲覧できるようにしていたことで、小勝負に談合部屋に気付かせるヒントを与えていた。
碓井健司（うすい けんじ）
演 - 赤ペン瀧川（第2話）
ホテル天沢のウエディング部門長。ホテルによる生花店の下請けいじめの証拠を公取委に掴まれると、その責任を天沢に擦り付けられる。
安藤正夫（あんどう まさお）
演 - 勝矢（第2話・第3話）
「クラシカルホテル」社長。何者かに刃物で刺され意識不明の重体。
天沢が1107号室を様々な企業の秘密の談合が行われる場所として提供していることを知り、盗聴して入手した音声データを元に談合していた企業を脅しており、そのことに気付いた天沢にけしかけらた豊島美月に父の仇として刃物で刺されていた。
意識を取り戻し、天沢にシアン化合物で毒殺されそうだったことを小勝負から教えられると、これまで盗聴した談合の音声データを公取委に提出した。
政岡一郎（まさおか いちろう）
演 - 春海四方（第2話・第3話）
温泉郷 絆のオーナー。桃園の交渉により、天沢がブライダルカルテルを結んでいる証拠を掴むための協力者となり、スマホを介してホテル天沢の1107号室で天沢がさまざまな事業者の談合部屋を提供していることを認める発言を引き出す。
石田正樹（いしだ まさき）
演 - 武田航平（第2話・第3話）
「フラワーショップ石田」の店長。
天沢を刃物で襲い殺人未遂で逮捕されるが、販売禁止の花をネタに天沢に脅された上での狂言だった。
石田七瀬（いしだ ななせ）
演 - 野村麻純（第2話・第3話）
正樹の妻。妊娠中。
ホテルとの取引継続のため、ディナーショーのチケットやおせちの交換券を強制的に購入させる下請けいじめに遭っている。
販売禁止の花を扱っていることを白熊に指摘され、申告の上、回収するよう助言を受けるが、天沢の差し金で白熊から秘密裏に廃棄するよう指示されたと警察に嘘をつき、白熊を罠にはめる。
天沢グループの傘下に入れば夫が釈放されると小勝負の予想通りに事が運んだことから、生まれてくる子供に自分たちの花屋を自信をもって自慢できるよう、天沢の言いなりにならず戦うことを夫と共に公取委を訪れ表明する。その際、ホテルに出入りする生花店が談合を行う日程を連絡するメッセンジャーの役割を果たしていることを告白する。
豊島浩平（とよしま こうへい）
演 - 長谷川朝晴（第2話・第3話）
「入賀建設」土木営業本部長。
入札談合の立入調査で証拠資料を処分しようとしたことを認めるが、数日後、飛び降り自殺で亡くなる。
豊島美月（とよしま みつき）
演 - 服部樹咲（第2話・第3話）
浩平の娘。高校生。
父が自殺したのは「クラシカルホテル」社長・安藤が脅していたからだと天沢に吹き込まれ、復讐のために安藤を刃物で刺した。
安藤に謝罪しようと病院を訪れていたところ小勝負に捕まり、刃物で安藤を襲ったことを認め、情状酌量の余地ありとして、家庭裁判所での保護観察処分で許された。
警視庁・捜査一課長
演 - 画大
白熊楓を公取委に異動させる。
山野優（やまの ゆう）
演 - 黒田浩史
「入賀建設」警備員。
新郎新婦
演 - 桑畑亨成、小室安未
ホテル天沢で挙式を挙げたカップル。
警官
演 - 俵山峻（スクールゾーン）

##### 第2話
長澤由香里（ながさわ ゆかり）
演 - 新津ちせ（第3話）
長澤俊哉の娘。父を解雇した理由を尋ねに天沢のもとに現れる。
青柳歩夢（あおやぎ あゆむ）
演 - 岩岡徹（Da-iCE）
日光市に新規参入した生花店「ブーケドゥッフェ」の店主。
老舗の生花店の圧力でホテルへの納品業務から締め出され、卸問屋との取引を阻害されていたが、そのことが公取委に証明され、排除措置命令が下り、公正な市場競争が確保される。
情報番組の司会者
演 - 安東弘樹（第1話）
老舗生花店が結託して納入価格を吊り上げ、ホテルをいじめていると天沢が訴えるテレビ番組の司会者。
豊島の妻
演 - 土井きよ美（第1話・第3話）
夫の葬儀以来、娘の美月はふさぎ込んで部屋にひきこもっていると弔問に訪れた白熊と小勝負に伝える。
萩田（はぎた）
演 - 金沢きくこ（第1話・第9話）
公取委の女性委員。ホテル天沢への生花店いじめの緊急立入検査を、本庄の根回しで許可する。
警察官
演 - 西野大作
栃木県奥鬼怒警察署員。匿名の通報を受け、フラワーショップ石川で違法植物のハカマオニゲシを見つける。
花屋
演 - 水野智則
「ホテル天沢」に出入りする老舗の花屋。

##### 第3話
栃木県警刑事
演 - 関口あきら
殺人未遂ならびに独占禁止法違反で天沢雲海を逮捕する。

##### 第4話
柴野竜平（しばの りゅうへい）
演 - 岡田義徳（第1話・第5話・第10話）（中学生時代：齋藤優聖）
「アレス電機」の商品開発本部長。仕入先30社に対する下請けいじめ（優越的地位の濫用）の主犯とされる人物。
納入部品の単価引き下げは強要でなく、取引先からの提案であると契約書、念書を公取委に提出するが、親友の丸川が最後まで下請け企業に新規契約の内容で取引することを取りまとめしようする姿に反省し、下請けいじめの事実を認める。
実はかつて白熊と大森が追っていた「ラクター建設」の古賀康弘の強盗殺人事件の容疑者であったが、横領事件を切り口に検察が捜査したところ、関係性がないことが判明し、本人も犯行を否定する。しかし、古賀が殺害された当日、現場近くの闇カジノに出入りしており、古賀の捜査をガサ入れが入ったと勘違いし逃亡して、白熊に追跡されていた。
六角敦夫（ろっかく あつお）
演 - 羽場裕一（第5話・第10話）
六角洸介の父親。検察庁幹部。
アレス電機の横領事件の立件のため、公取委によるアレス電機の立入検査を控えて欲しいとダイロクを訪れる。
洸介を検察に入れると懐柔し、公取委がアレス電機に立入検査を実施する日を聞き出していた。
本庄がこれまで集めてきた藤堂が関わる談合に関する資料を渡され、藤堂を官製談合防止法で検挙するために動く。
丸川俊春（まるかわ としはる）
演 - 吉沢悠（第5話）（中学生時代：中山大煌）
「丸川金属工業」の社長。アレス電機の柴野とは横浜市立湘平台中学校・軟式野球部のチームメイトだった。
アレス電機の下請の取りまとめ役で、どの取引先も納入単価引き下げの下請けいじめで不満を感じる中、本心から柴野を仲間と考え、ひとり不満を漏らさず自社だけが更なる値下げに応じ、他の下請けを庇っていたが、間違いを正してやるのが本当の仲間だと小勝負に諭され、下請けいじめの調査に協力する。
しかしアレス電機からの無理なスケージュールと金額の新規受注に応えるため、無理がたたり倒れて入院するが、なおも柴野のために下請け企業をまとめ上げようとしたことから、柴野が下請けいじめをしていたことの改心を促す。
一木晃（いちき あきら）
演 - 坂田聡（第5話）
「一木製作所」の社長。公取委の下請けいじめ調査に協力していることの見せしめにアレス電機から取引契約を切られ、単価を下げた新規発注を受注すれば再度取引契約を結ぶと圧力をかけられる。
仁科卓也（にしな たくや）
演 - 六角慎司（第5話）
「仁科技工」の社長。下請け企業の集まりで、アレス電機に公取委の下請けいじめ調査に協力したことを謝罪し、新規契約の内容見直しを願い出ることを提案するが、アレス電機が新規契約を呼びかけた会社は技術力に高い評価を認めた会社であることを小勝負から教えられ、代わりになる下請けがいないことを確信し強気に転じ、下請け30社で柴野に取引契約の見直しを求める。
三谷静江（みつたに しずえ）
演 - 正木佐和（第5話）
「ミツタニ電子製作所」の社長。アレス電機のための試作品を契約継続のために自腹で作成していた。
駒場直樹（こまば なおき）
演 - 小松和重（第5話）
検事。アレス電機で柴野を強盗殺人容疑で取り調べた白熊を厳重注意する。
公取委のアレス電機の立入検査実施日に、横領事件の立件のため検察の強制捜査を実行して公取委よりも先に書類を押収していく。
風見大輔（かざみ だいすけ）
演 - 両角怜慶
風見慎一の息子。横浜市立鎌川中学校軟式野球部のピッチャー。

##### 第5話
北村雅也（きたむら まさや）
演 - 阿部翔平
アレス電機の社員。柴野の部下。
公取委の下請けいじめの書類確認から、下請け30社との取引で差額を横領していた横領事件の犯人であったことが判明する。
古賀康弘（こが やすひろ）
大手ゼネコン「ラクター建設」の役員。かつて白熊と大森が追っていた強盗殺人事件の被害者。
生前は入札談合にいくつも手を染め、私腹を肥やしていたが、その後釜を狙う樋山が雇った男に殺害されたことが後に判明する。

##### 第6話
赤羽千尋（あかばね ちひろ）
演 - 真飛聖
大手呉服チェーン店「赤羽屋」の社長。関東着物協会会長。着物業界で他の事業者の参入を妨害、排除する私的独占の疑惑がある。客には温和だが、従業員には厳しい性格。7年前、同じ様に私的独占の疑いで桃園から聴取を受けるが立証されることはなかった。
井出に期待して厳しく仕事を仕込んでいたが、理解されずに「赤羽屋」を去られてしまうも、離別後も井出のことを案じ、反物屋を始め、関係する着物業界の人間に井出のことをよろしく頼むと頭を下げて彼女の応援をお願いしていた。
井出香澄（いで かすみ）
演 - 萩原みのり
若者向け呉服店「ファイブシーズン」の社長。「赤羽屋」出身で赤羽の部下だった。公取委に赤羽が圧力をかけ、商売を妨害されていると情報提供するが、「赤羽屋」に公取委を送り込んで評判を落とし、離れていった客たちを取り込むことで「赤羽屋」に対抗し、絹に合成繊維を混ぜた安価な反物を絹の反物として販売する偽装を行っていた。
しかし、そのことが着物の卸業者に発覚し、卒業式の着付けが殺到している日に着物を引き上げられピンチになるが、赤羽から救いの手を差し伸べられ、赤羽屋の着物を融通してもらい、着付けもサポートしてもらったことから難局を乗り切る。
後に袂を分かった赤羽が、自分のために着物業界の関係者に頭を下げて応援をお願いしていたことを小勝負から教えられ、自分の行いを反省する。
栗田保（くりた たもつ）
演 - 篠原悠伸
経営コンサルタント。井出の依頼で「ファイブシーズン」の会社立ち上げに携わる。
井出が公取委を動かして「赤羽屋」を貶め、「ファイブシーズン」に客が流れる策略を実行しているのを黙認していた。
酒井（さかい）
演- 佐伯新
「ファイブシーズン」に仕立てた着物を納めていた織元の職人。赤羽から引き抜かれ「ファイブシーズン」との取引を打ち切る。
しかし、赤羽の狙いは粗悪な着物を「ファイブシーズン」に納めていた酒井を業界から追放することで、程なく取引を打ち切られた。
「赤羽屋」の従業員
演 - 歌川椎子、奥田由香、石川ともみ
赤羽が井出を期待して厳しく仕事を仕込んでいたと白熊と小勝負に証言する。
草野清（くさの きよし）
演 - 針原滋
反物問屋「草野屋」の主人。赤羽から賄賂を渡されていると思われていたが、卸した反物がどの様な着物に仕立てられているか判る写真を渡され、若い世代の井出をよろしく頼むとお願いされていた。
織元の職人たち
演 - 谷藤太、仲義代、もろいくや、野々山郁也
公取委が「赤羽屋」を調査したことで距離を置くために取引を打ち切るが、それが「ファイブシーズン」の井出が仕掛けた策略であると知り、「ファイブシーズン」に卸していた着物を引き上げていく。
和倉（わくら）
演 - 村松恭子
廃業した呉服店「和倉屋」の店主。廃業は赤羽屋の圧力のせいではなく、単に時代の変化についていけなかったからだと証言する。
男性
演 - 大津尋葵
ホームセンターの社員。売上の悪い商品を下請けメーカーに買い取らせていたことを桃園の聴取にかかり認める。

##### 第7話
黒崎美佐子（くろさき みさこ）
演 - 雛形あきこ
通販サイト最大手「三ツ星マーケット」のブランド事業部長。「アンカレント」というアパレル通販ブランドを運営している。
元々は独自にブランド展開していたが、社長の山辺と同じ東京総合美術大学卒であったことから誘いを受け、売上アップを目指し、「三ツ星マーケット」のオリジナルブランドになる誘いに応じている。
「アンカレント」に憧れていた「ワンソーイング」の館山が、売上が悪くブランド撤退で退職したことを白熊から教えられると、昔の売れなかった頃に戻るのが怖くてランキング不正の件を山辺に聞けなかったが、ITシステムを依頼している会社ならランキング操作の不正に関して知っているかもしれないと告白し、「三ツ星マーケット」を退職する。
山辺純次（やまべ じゅんじ）
演 - 姜暢雄
「三ツ星マーケット」の社長。販売店に対して指定した価格で売るように圧力をかける、再販売価格維持を行っている疑惑がある。
公取委からの立ち入り調査を受け、素直に再販価格維持していたことを認め、謝罪したことから、調査が中止される。しかし、白熊が謝罪後も調査を継続していたことから、不利益を受けたとして、国家賠償請求をする準備があると公取委に抗議する。
利益を上げるため、売上ランキングトップの「アンカレント」を大量生産にシフトさせ、製品のコストダウンを黒崎に要求していた。
館山留美（たてやま るみ）
演 - 夏子
株式会社「リードショップ」のブランド事業部社員。ブランド「ワンソーイング」デザイナー。「アンカレント」の競争相手で販売不振に悩んでいる。
「アンカレント」のトップス、パンツ、アクセサリー、バックとあらゆるジャンルの売上がトップになることに違和感を感じ、売上ランキングの不正操作があるのではないかと白熊に訴えるが、程なくして担当していたブランドが撤退したため退職する。
「アンカレント」の製品に憧れていたが、「三ツ星マーケット」の傘下になってから独創性が無くなってしまい失望していた。
牧原（まきはら）
演 - 松田航輝
ネット通販会社「トゥーリーチ」の社員。「アンカレント」のアパレルを値下げ販売をしていたところ、「三ツ星マーケット」の黒崎から値下げしないようにとの通達メールが届く。
立川（たてかわ）
演 - 太田彩乃
ネット通販会社「オールファクトリー」の社員。白熊たちの聞き取り調査に、「三ツ星マーケット」から「アンカレント」のアパレルを値下げしないようにとの通達メールが届いたことを証言する。
「スリーセレクト」の社員
演 - 伊ノ藤梗
アパレルメーカーの社員。白熊から、「三ツ星マーケット」の人気商品ランキングの調査を受ける。
「ベストクローズ」の社員
演 - 平岡亮
アパレルメーカーの社員。売上がいい商品でも、「三ツ星マーケット」の人気商品ランキング上位に入ったことはないと証言する。
「リードショップ」の社員
演 - 早乙女ゆう
白熊が館山を訪ねて来社した際、館山は担当ブランド「ワンソーイング」の撤退に伴い退社したと伝える。

##### 第8話
小勝負誠（こしょうぶ まこと）
演 - 高橋努（第1話・第7話・第9話）
「小勝負建設」の社長。小勝負の父親。入札で一向に仕事を落札できず、仕事にあぶれ経営難にあえいでいたところ、「ラクター建設」の木下に誘われ、談合に加担して仕事を斡旋してもらう。息子の勉に後ろめたい気持ちを持っていたことから、本庄の説得で談合を認めたところ、「ラクター建設」を敵に回したため、資材屋から資材を引き上げられ、「うそつき」と落書きされるなどの嫌がらせを受け四国の建設業界から干されてしまったため、家族や従業員たちを守るため自死を選ぶ。
小勝負朋子（こしょうぶ ともこ）
演 - 遠藤久美子
小勝負の母親。
三島徹（みしま とおる）
演 - 今井悠貴（最終話）
15年前の公取委・四国支所審査官。本庄の後輩。現在も四国支所に勤務しており、異動してきた小勝負の先輩となる。
上沼慎太郎（うえぬま しんたろう）
演 - おかやまはじめ
15年前の公引委・四国支所審査課長。当時の本庄の仕事ぶりを信頼していた。
木下健一（きのした けんいち）
演 - 石井正則（第9話・第10話）
大手ゼネコン「ラクター建設」営業本部長。15年前、愛媛支店で本庄の聴取を受けた際、談合を真っ先に否定したが、裏で息のかかった建設会社に率先して談合を働きかけていた。
現在は東京本社に勤務しているが、かつて自身が斡旋した談合に絡み小勝負の父が自殺したことに責任を感じ、それ以降、本庄に藤堂と「ラクター建設」の絡む談合の情報をリークしていた。
安藤（あんどう）
演 - 安藤広郎
資材屋。「小勝負建設」に資材を卸していたが、誠が談合を告発したことで、取引を打ち切ると通告し、資材を引き上げた。
小津耕介（おづ こうすけ）
演 - 竹財輝之助（第9話・第10話）
中堅ゼネコン「小津建設」の社長。
納品した資材の代金を減額した疑惑を持たれていたが、実際は入札談合のせいで仕事がもらえず、支払いが滞っていただけであった。
大谷田バイパス工事の入札に絡んだ談合に手を出しており、小勝負たちに立入検査で拘束され、談合を認める。
談合に手を染め、そのことが明るみとなったため、関係会社から仕事を引き上げられてしまう。白熊に環がいなくなったと連絡を入れる。
小津環（おづ たまき）
演 - 前田亜季（幼少期：風間蘭）（第9話・第10話）
耕介の妻。「小津建設」の従業員。「東京湾岸地区再開発プロジェクト」について、「どうせまた談合が起きる」と憎々しげに語る。旧姓：藤堂環で、国交省・事務次官の藤堂は彼女の実父であり、談合に関わっているのではとの疑念から、父とは不仲となっていた。
白熊の粘り強い交渉で、実家の藤堂の私室での「東京湾岸地区再開発プロジェクト」に関する秘密の調査に協力する。
耕介が談合に関わったことで睡眠薬自殺を図るが一命を取り留め、見舞いに来た白熊にこれからは正々堂々と入札して仕事をとると再起を誓う。

樋山雄也（ひやま ゆうや）
演 - 平原テツ（第9話）
「ラクター建設」土木営業本部長。公取委第一審査の立入検査に対し、中止になることを見越していたのか、動じる様子がなかった。
藤堂の策略で「ラクター建設」古賀殺害、本庄審査長殺人未遂容疑で逮捕され、雇った男に談合で私腹を肥やしていた古賀を殺害させ、彼の後釜になることで自分に利益が回るように画策し、談合を調査していた本庄や小勝負も雇った男に襲わせたことを認めた。
菅原良人（すがわら よしと）
演 - 坪内守
公取委第一審査キャップ。「ラクター建設」への立入検査を取り仕切っていたが、上層部からの命令で立入検査を中止する。
高木雅也（たかぎ ゆうや）
演 - 山本東（第10話）
坂本亮一（さかもと りょういち）
演 - 野依康夫（第10話）
藤本大輔（ふじもと だいすけ）
演 - 渡邊修一（第10話）
「ラクター建設」と共に「ビッグ4」と称される大手ゼネコン3社の社員たち。高木は「千住建設」に、坂本は「清澄工務店」に、藤本は「大鐘組」に勤務している。東京湾岸地区再開発プロジェクトの談合メンバー。
司会
演 - 川合千里
東京湾岸地区再開発プロジェクト発表式典の司会者。

##### 第9話
津城（つしろ）
演 - 矢嶋俊作（第1話・第6話）
公取委の委員長。指示なく「ビッグ4」の談合を調査し、本庄を負傷させる原因を作った小勝負に謹慎処分を言い渡す。
部下
演 - 岩田和浩（第10話）
国交省職員。藤堂の部下。独占禁止法の適用除外の条文を追加した「公共工事の品質確保の促進に関する法律の一部を改正する法律」の草案を藤堂に提出する。
刑事
演 - 成松修
喫茶店「シルビア」で行われていた大谷田バイパス工事談合の場に現れ、樋山を「ラクター建設」古賀殺害、本庄審査長殺人未遂容疑で逮捕する。
後藤（ごとう）
演 - 養田優美
喫茶店「丘」店員。小勝負が木下を特定するために店にかけた電話を受ける。

##### 第10話
塚田俊平（つかだ しゅうへい）
演 - 瀬口寛之
「ラクター建設」の社員。樋山の後任の東京湾岸地区再開発プロジェクトの担当者。「小津建設」の裏書の無いタクシー領収書と、高級レストラン・パンテールダルジャンの領収書から談合の打ち合わせの場所を特定され、ダイロクの立入検査に入られ、検挙される。
北沢雄二（きたざわ ゆうじ）
演 - 野添義弘
緑川が探し当て、小勝負に紹介したかつて藤堂が大阪で働いていた時の元上司。藤堂は当時は真面目で、談合などの不正を許さない男であったと証言する。
路上販売の男
演 - 才勝
愛媛で野菜を路上販売しており、スーパーよりも安い価格で販売していたことから、四国支所に異動となった小勝負から独禁法違反で調査を受ける。
藤堂の妻
演 - Yoshiko（第9話）
藤堂清正の妻。過度の入札価格の競争で落札価格に収まるよう手抜き工事されたマンションが阪神淡路大震災で倒壊し、巻き込まれて亡くなる。

##### 最終話
田嶋忠信（たじま ただのぶ）
演 - 加藤虎ノ介
かつて潰れたケーキ店の元店主。スーパー「エースマート」西条店に猟銃を持って立て篭もり事件を起こす。
松尾優（まつお ゆう）
演 - 迫田孝也
大手スーパー「エースマート」西条店の店長。小勝負が買ったご当地パン「みかんパン」が極端に安すぎることと、地元の周りで数々の商店が潰れていることから小勝負に不当廉売の疑惑を持たれる。小勝負が帳簿を精査した結果、顧客に喜んでもらおうと200点以上の商品の原価割れ販売を1年半以上続けていたことが判明し、不当廉売を認め、来月から価格を元に戻すよう社長の大谷に口頭で指示を出されていた。
大谷正和（おおたに まさかず）
演 - 袴田吉彦
大手スーパー「エースマート」社長。やり手社長で急速に店舗数を増やしていたが、納入業者を自ら選定し、裏で不当廉売の原価割れ分の金を協賛金を募る形で補填し、会社の戦略として不当廉売を行うのに、店長の責任に出来るよう証拠を残さないよう口頭で指示を出していた。
北川亜沙子（きたがわ あさこ）
演 - 若月佑美
大手スーパー「エースマート」西条店の店員。
女性
演 - 美谷和枝
「みかんパン」は新しくできた「エースマート」西条店に売っていることを小勝負に教える。
リポーター
演 - 太田真希
スーパー「エースマート」西条店の立て籠り事件を現場からリポートする。
大澤隆（おおさわ たかし）
演 - 浜田学
愛媛県警捜査一課刑事。スーパー「エースマート」西条店の立て籠り事件を現地で陣頭指揮する。
高梨湊斗（たかなし みなと）
演 - 倉悠貴
四国支所審査官。「エースマート」の不当廉売と優越的地位の濫用で排除命令が出されたニュースを三島と視聴する。

### スタッフ
- 原作 - 新川帆立『競争の番人』（講談社）
- 脚本 - 丑尾健太郎、神田優、穴吹一朗、蓼内健太
- 演出 - 相沢秀幸、森脇智延、野田悠介
- 音楽 - やまだ豊
- 主題歌 - idom「GLOW」（SMEレコーズ）[76][77]
- 警察監修 - 大澤良州
- 医療監修 - 山本昌督
- アクションコーディネーター - 根本太樹
- 取材協力 - 公正取引委員会、松山隆英
- プロデューサー - 野田悠介
- 制作・著作 - フジテレビ

### 放送日程
| 話数                                                                        | 放送日  | サブタイトル                                                | 脚本                       | 演出     | 視聴率 |
| --------------------------------------------------------------------------- | ------- | ----------------------------------------------------------- | -------------------------- | -------- | ------ |
| 第1話                                                                       | 7月11日 | 企業の不正を暴く、ニューヒーロー誕生!!                      | 丑尾健太郎 神田優 穴吹一朗 | 相沢秀幸 | 11.8%  |
| 第2話                                                                       | 7月18日 | 執念のリベンジなるか!                                       | 丑尾健太郎 神田優 穴吹一朗 | 相沢秀幸 | 08.9%  |
| 第3話                                                                       | 7月25日 | ついに決着! ダイロクは不正を暴けるのか!?                    | 丑尾健太郎 神田優 穴吹一朗 | 相沢秀幸 | 09.4%  |
| 第4話                                                                       | 8月01日 | 新たな敵、新章が始まる! 強盗殺人犯が下請けいじめ!?          | 神田優                     | 森脇智延 | 09.4%  |
| 第5話                                                                       | 8月08日 | 情報漏洩!? 公取内部に裏切り者が? 下請けいじめ、ついに決着!! | 神田優                     | 森脇智延 | 08.0%  |
| 第6話                                                                       | 8月15日 | 怒涛の後半戦、開幕! 着物業界の女帝が私的独占!?              | 丑尾健太郎                 | 相沢秀幸 | 08.1%  |
| 第7話                                                                       | 8月22日 | ランキング操作が発覚!? ファッション通販サイトの不正         | 神田優                     | 森脇智延 | 08.0%  |
| 第8話                                                                       | 8月29日 | 最終章! 最大の敵と激突! ついに明かされる小勝負の過去        | 丑尾健太郎 蓼内健太        | 野田悠介 | 08.0%  |
| 第9話                                                                       | 9月05日 | 最終決戦! 立ち上がるHEROたち! 恐るべき脅威の連続            | 神田優                     | 相沢秀幸 | 08.9%  |
| 第10話                                                                      | 9月12日 | 宿命の戦い、ついに完結! 藤堂の恐るべき計画とは!?            | 神田優 丑尾健太郎 蓼内健太 | 相沢秀幸 | 07.3%  |
| 最終話                                                                      | 9月19日 | 最終回! ダイロク最後のチーム戦!                             | 神田優                     | 森脇智延 | 09.5%  |
| 平均視聴率 8.8%（視聴率はビデオリサーチ調べ、関東地区・世帯・リアルタイム） |         |                                                             |                            |          |        |

- 初回は30分拡大（21:00 - 22:24）。

### その他
- 番組スポンサーを務めるサントリーとのコラボレーションの一環で、2022年9月5日放送の第9話にてインフォマーシャルが放映された。CMにはダイロクのキャップ風見慎一演じる大倉孝二と桃園千代子を演じる小池栄子が登場し、ブツ読みを終えた風見が帰宅し、秋の味の「金麦」を晩酌してその魅力を紹介した[80]。最終話のエースマートは、豊田市にある、えぷろん浄水店で撮影された[要出典]。大雨の影響で1週間遅れての撮影となった[要出典]。